# Kościół św. Andrzeja Apostoła w Lubowidzu
Kościół świętego Andrzeja Apostoła w Lubowidzu – rzymskokatolicki kościół parafialny należący do dekanatu żuromińskiego diecezji płockiej.

## Historia
Świątynia została wzniesiona w 1802 roku i ufundowana została przez K. Sierakowskiego. W latach 1860, 1937, 1966 i 2016 budowla była remontowana. W 2015 roku nastąpiła wymiana pokrycia dachowego wraz z drewnianą elewacją. Podczas prac rozebrano zabytkową dzwonnicę a w jej miejscu wybudowano nową.

## Konstrukcja zewnętrzna
Jest to drewniany kościół posiadający konstrukcję zrębową. Budowla jest oszalowana i orientowana. Składa się z trzech naw. Prezbiterium jest mniejsze w stosunku do nawy i jest zamknięte trójbocznie. Z boku mieści się zakrystia. Z przodu i boku nawy są dostawione kruchty. Dach świątyni jest jednokalenicowy, pokryty blachą. Charakteryzuje się ośmiokątną wieżyczką na sygnaturkę. Jest ona zakończona blaszanym hełmem z latarnią.

## Wnętrze
Wnętrze kościoła jest podzielone dwoma rzędami kolumn w stylu toskańskim po pięć sztuk. Prezbiterium i nawa główna są nakryte stropem kolebkowym, natomiast nawy boczne posiadają zaskrzynienia. Chór muzyczny jest podparty czterema kolumnami także w stylu toskańskim. Na nim są umieszczone organy, pochodzące z XVIII wieku. Ściany są ozdobione polichromią wykonana w 1966 roku przez H. Domurat. Ołtarz główny reprezentuje styl neobarokowy i został wykonany w połowie XIX wieku. Oprócz tego ołtarza kościół posiada także dwa ołtarze boczne. Ambona reprezentuje styl rokokowy i została wykonana w 1825 roku. Z tego samego roku pochodzi klasycystyczna chrzcielnica. Dwa konfesjonały pochodzą z XVIII wieku. W oknach sa umieszczone witraże wykonane w 1968 roku przez H. Domurat.

## Galeria

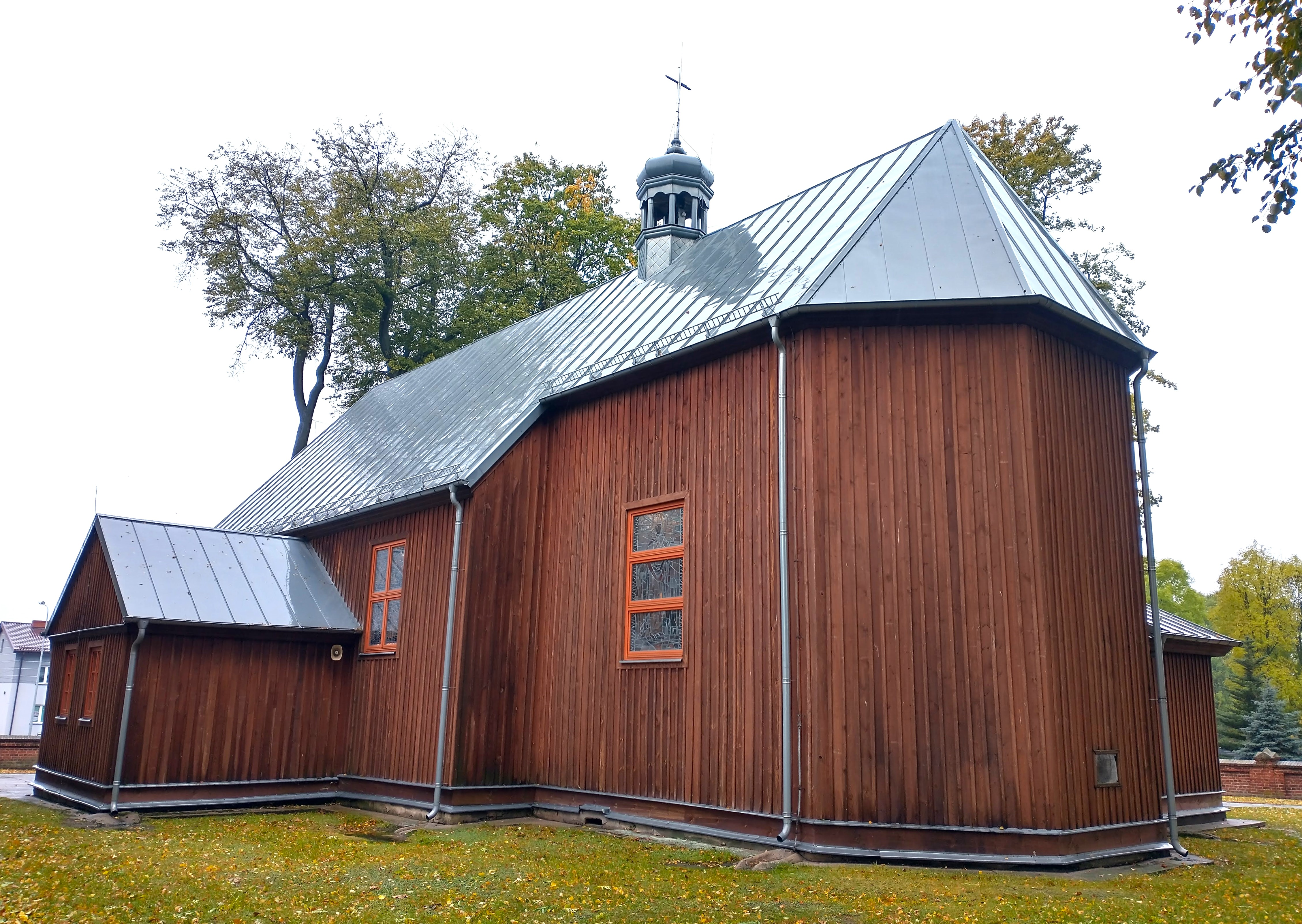
Widok od prezbiterium
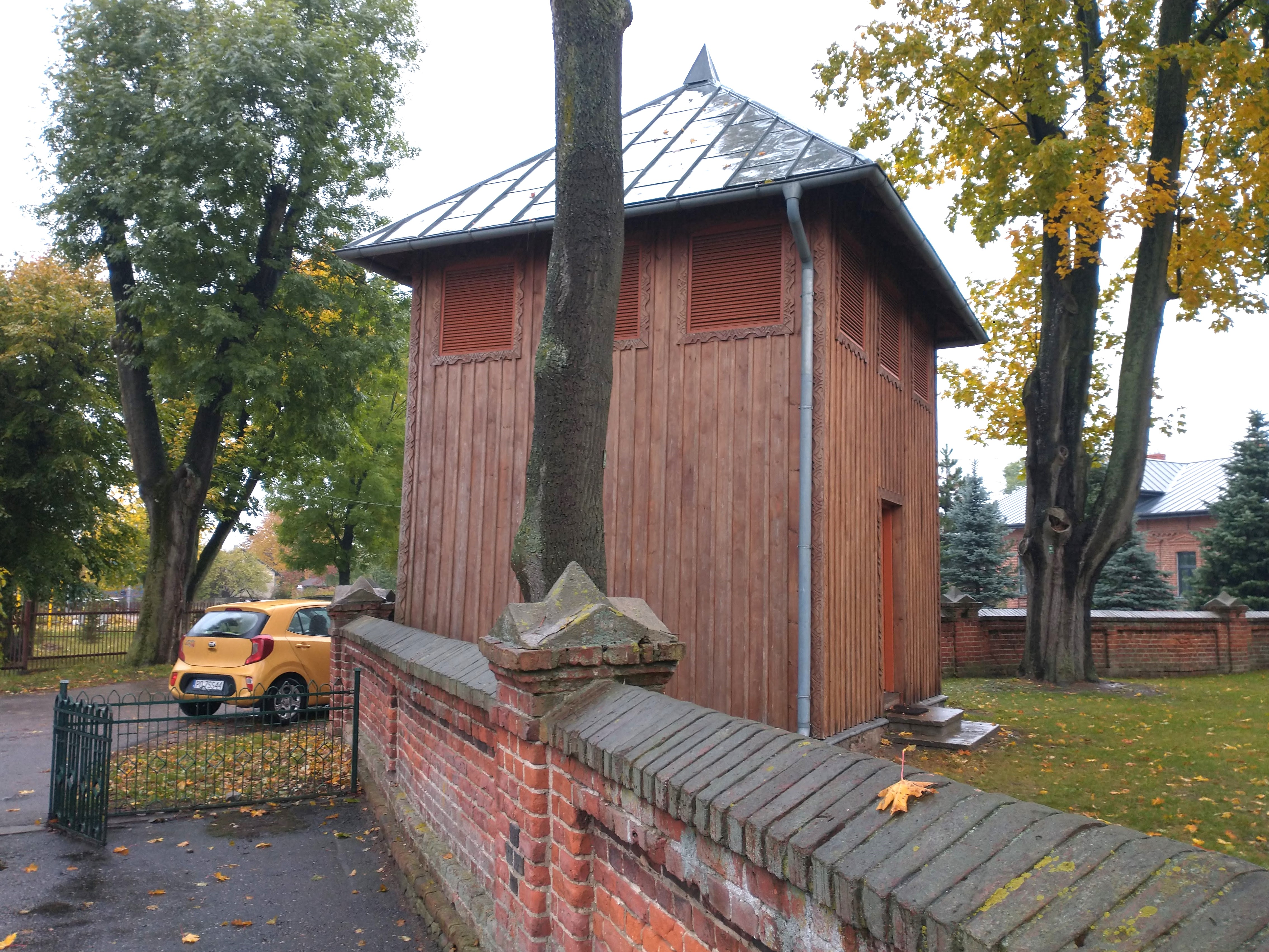
Dzwonnica
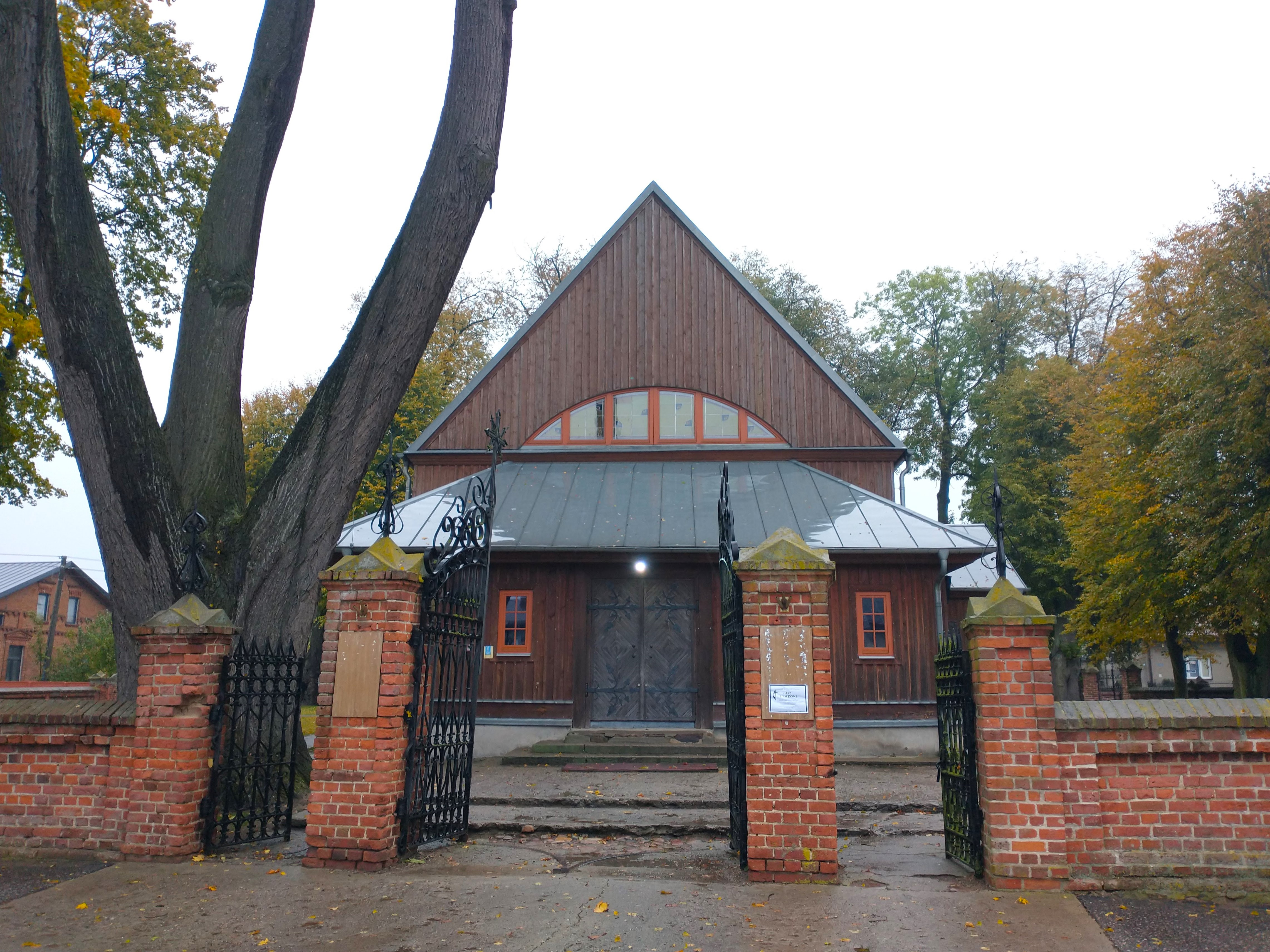
Brama